# Хајрудин Барбароса
Барбароса Хајрудин-паша (тур. Barbaros Hayreddin Paşa или тур. Hızır Hayreddin Paşa), који се у литератури може наћи још и под именом Барбароса Хајрудин-реиз, јер је носио титулу реиза пре него је постао паша и капетан флоте Османског царства и под именом или Хаир ад Дин (арап. خير الدين), што преведено са арапског гласи Добробит вере (ислама), које му је дао султан Сулејман Величанствени лично, био је један од најпознатијих турских гусара и адмирала, прави поморски геније који је доминирао читавим Медитераном позног средњег века. Рођен је на острву Мидили (данашњем Лезбосу) 1478. године под именом Јакупоглу Хизир Хајредин (тур. Yakupoğlu Hızır Hayreddin), а умро у Истанбулу 4. јула 1546. године. У Европи је познатији као Барбароса, јер је надимак његовог брата на којег је веома личио био Баба Орук, што је Европљанима звучало попут Барбароса, а притом је и имао и црвену браду.

## Барбароса као војни геније

### Браћа гусари
Хзр, од оца Јакуп-аге, Турчина, и мајке Катарине, Гркиње, био је један од четворице синова рођених и одгајаних на грчком острву Лезбосу. Његов отац, Јакуп ага, био је припадник турске феудалне коњице. Због учествовања у освајању Лезбоса од Ђеновљана 1462. године Јакуп ага је добио тимар на овом острву, одакле је почео да развија поморску трговину грнчаријама, у чему су му значајно помагали и синови. Жену Катарину је упознао док је живео у Вардару, и из тога брака су се поред четворице браће: Ишака, Орука, Хзра и Илијаса, изродиле и две ћерке, које су историји релативно непознате.
Управо преко очевог заната су се браћа упознала са морепловством и постали изврсни трговци и морепловци. Хзр је повучен Оруком и Илијасом, постао морнар, и убрзо се придружио реду приватера у Медитерану, који су се борили против темплара на Родосу и сузбијања њиховог утицаја на Медитерану. Орук и Илијас су пловили водама Леванта, док је Хзр углавном пловио Егејским морем. Највише се задржавао у Солуну. Најстарији брат, Ишак, је водио бригу о финансијама и наставио вођење породичног посла. Орук се убрзо истакао и стекао репутацију изузетно опасног морепловца. Често је пловио и ван Леванта. Био је полиглота и говорио је италијански, шпански, француски, грчки и арапски. Међутим, како је његов углед растао, тако су и напади темплара на њега и његове бродове постали учесталији, те је у једној од борби, погинуо његов брат Илијас, а он заточен. Тек тада и Хзр одлучује да се придружи брату и успева да га ослободи из заточеништва у Бодруму након читаве 3 године.
Након избављања из заточеништва Орук улази и у политичке воде. Припремало се свргавање тадашњег султана од стране његовог брата, али је оно остало упамћено само по свом неуспеху јер су Шехзад Коркуд и све његове присталице побегле из Османског царства због страха од казне. Коркуд, којег је Орук подржавао, је стога морао да пребегне у Египат, и то по цену губитка свих бродова. Због овог покушаја завере, Орук је изгубио и подршку Хзра, који је био потпуно разочаран својим братом и његовом, њему неразумљивом, жељом за моћи. Но, управо је та моћ била извор из ког је Орук црпио снагу за опстанком, те је потегавши везе од египатског султана изнудио нову флоту, са намером да поново крене у воде Средоземља, али да овога пута тежиште операција пребацује на западни Медитеран. Након успешног деловања по Сицилији и Италији, оснива утврђење на острву Ђерба 1503. године, где му се и брат Хзр поново придружује. Склопивши савез са туниским султаном, браћа Хзр и Орук започињу своју владавину на тим просторима.

### Стицање угледа
Удружени, Хзр и Орук су успешно пљачкали шпанске, сицилијанске, ђеновљанске и бродове папске државе и тиме приволели и друге турске морепловачке великане да им се придруже, попут Куртоглуа, али и њиховог брата Ишака. Слава коју је Орук тако стицао расла је у периоду од 1504. до 1510. године. Но, међу муслиманима је ипак остао запамћен као заштитник јер је помагао шпанске муслимане да пребегну у северну Африку и ту се населе. Тако је добио надимак Baba Oruç (превод са турског: Тата Орук). Збг језичке сличности са речју Барбароса у Италији, Француској и Шпанији, почињу да га називају Барбароса. У периоду од 1510—1516. године, браћа су водила изузетно успешне пљачке и походе. У почетку углавном у Италији, Сицилији и Ређо Калабрији, да би касније стизали и до Менорке у Шпанији, где су основали нека нова утврђења и фабрике за производњу ђулади и муниције, затим започели рат са Енглеском, пљачкали француска поморска упоришта, трговачке бродове западних сила, терорисали Сицилију, Сардинију, Балеарска острва итд. Са порастом њиховог угледа и моћи, раскинули су споразум са туниским султаном и уграбили део туниске територије. У једном од похода, Орук је изгубио руку, теје и прозван Gümüş Kol (превод са турског: Сребрна рука). Орук је, како би се искупио за покушај свргавања султана, султану Селиму I непрестано слао поклоне и одржавао блиске односе са њим што је, па је добио званичну турску титулу, титулу реиза.

### Хзр-беглербег
1516. године, тројица браће су се одважили на ослободилачки поход на Алжир. Успевши у томе протерали су претходног владара Абу Хамо Мусу III из династије Бени Зијад. Тада се реиз Орук прогласио султаном Алжира. Алжир је ширио своју моћ и територију присвојивши Милијану, Медеју и Тенез. Орук је постао познат и по транспорту топова кроз пустињу преко једара. Међутим, јачање Алжира је јасно упозорило све западне силе, те напади Шпаније постају учесталији. У рат креће и цар Карло V. Орук је као одличан политички потез, понудио Алжир Османском царству и од тада Алжир постаје Алжирски санџак, а Орук гувернер Санџака алжирског и врховни адмирал поморске флоте западног Медитерана, а на располагању је могао имати поред флоте, и турску војску. Шпанија је много озбиљније ушла у наредни рат. Унајмила је Абу Зајана да са копна нападне Орука из Тлемцена. Међутим, ово се испоставило као неуспешан покушај. Једини преостали потомак Абу Зајан династије, Шеик Бухамуд, је 1518. године, заједно са царем Карлом V и Дијегом од Кордобе, окупио огромну војску, од преко 20.000 војника, од којих су већину чинили Бедуини. Битку су у граду Тлемцену очекивала браћа Ишак и Орук са око 1500 турских и 5.000 мурских војника. Успешно су одолевали месец дана, али су онда сви брутално убијени. Хзр је стога, као наследник Орука, наследио титулу реиза, добио титулу беглербега од султана Селима I и наставио са вођењем политике свога брата. Отуда је и добио надимак Барбароса, од његовог брата на кога је, како кажу, веома личио.
Уз малу помоћ у војсци од османлијског султана, Хзр успева да поврати Тлемцен у децембру 1518. године. Отада наставља спровођење политике свог брата, спасавајући и помажући шпанске муслимане, Мудехаре. Након освајања Тлемцена, Хзр је постао скоро непобедив на мору на шта указују и његова даља освајања и пљачкања. Са великим успехом је, не само одолевао нападима удружене шпанско-италијанске флоте, већ и пљачкао шпанска трговачка упоришта на Медитерану, највише Балеарска острва, а затим и повећао учесталост напада на богате француске градове Тулон и Провансу. Од јуна 1525. године, Барбароса започиње непрестано терорисање италијанске обале. Јуна 1525. године искрцава се на Сардинији, маја 1526. године на Кротону у Калабрији и потпуно пљачка град, а затим и у Капе Спартивенту; води одличне битке и у Јадранском мору; јун 1526. године искрцава се у Ређо ди Калабрији и скоро уништава град Месину, затим започиње ударе на Тоскану и Кампању, али се и поново окреће пљачкању шпанских градова. Маја 1529. године, освојио је значајно шпанско упориште Пењон, које је контролисало северну обалу Марока. У августу 1529. напао је Андалузију и превео преко 70.000 Моришчана, једне од шпанских муслимана, у Африку. Почетком наредне године тежњу операција поново пребацује на Италију. Први пут пљачка Марсељ. У децембру исте године, осваја тврђаву Кабрера на Балеарским острвима и претвара га у своје централно упориште на западном Медитерану. Исту политику, само у још знатно јачем интензитету водио је и 1531/1532. године, с тиме да је у међувремену успео да одбије напад војске цара Карла V предвођене Андреом Дориом. Такође улази у успешан рат са Малтом и почиње нападе на Триполи.

### Адмирал и беглербег северне Африке и Родоског санџака Барбароса Хајредин-реиз
За време експедиције султана Сулејмана I на Хабзбуршку монархију, 1532. године, Андрео Дорио успева да освоји Корон, Патрас и Лепант на обалама Мореје, данас Пелопонеза. Ово је разгневило турског султана који заузврат шаље војску предвођену Јахјом Пашазадом Мехмедбегом, који преотима све изгубљене територије Османског царства. Но, овај догађај је за последицу имао да је Сулејман I увидео значај поседовања непобедивог и угледног војсковођу на мору међу својим редовима, те Хзра позива у Истанбул 1532. године. На путу ка Истанбулу, Барбароса је планирао освету Андреи Дорију, а то је и учинио брутално пљачкајући сва упоришта која су му пружала новчану подршку и помоћ у флоти. Стога пљачка Сардинију, Корзику, Монтекристо, Елбу, Лампедузу и ослобађа све затворенике које је Дорио раније заточио. Пре него је коначно стигао у Истанбул, потпуно је опљачкао и град Первецу, у који су одвођени заробљеници из ратова са Турском. Иако је овиме освојио мноштво флоте, само је са половином кренуо пут Истанбула, док је остатак упутио ка Алжиру како би ојачао његове одбрамбене снаге. У Истанбулу му је приређен свечани дочек у Топкапи палати и на уследелој свечаности је од стране самог Сулејмана I унапређен у беглербега читаве северне Африке и врховног адмирала и заповедника читаве османлијске флоте. На управу му је дат и Родоски санџак као и острва Еубеја и Хиос у Егејском мору.
Из Истанбула, Барбароса са свега 80 галија креће у нове походе и пљачке. Априла месеца од Шпаније повраћа изгубљене територије, и даље одржавајући притисак наметнут над Италијом. Тај притисак је кулминирао његовим доласком пред само предграђе Рима и упадом у остала насеља око реке Тибар, што је резултовало оглашавањем римских звона (што је тада представљало нешто попут знак у помоћ, знака за узбуну). Након још једног застрашивања Италијана 1534. године, Хзр се враћа у Африку и осваја Тунис, сурово поразивши туниског султана Мулеија Хасана, и осваја још једно у низу стратешко упориште, Ла Гулет. Али, избегли туниски султан је затражио помоћ од цара Карла V како би повратио своју државу, услед чега је уследио нови шпанско-италијански напад са од преко 300 галија и око 24 000 војника. Ова армија не само да је повратила Тунис, већ и освојила Бону и Махдију 1535. године. И поред свега, Барбароса је захваљујући лукавству био победник. На време схвативши да је немогуће да се одупре нападу, у Тунису је оставио веома мали део војске, а са остатком отишао у Алжир и заправо, шпанско-италијански напад искористио као предност. Пошто су били преокупљени нападом, Шпанци и Италијани су занемарили одбрану својих поморских градова и утврђења. Тада је уништио утврђења у Мајорци и Менорци, подигао своје ново утврђење, које и дан данас постоји и носи његов назив, на Каприју. На позив султана, Барбароса 1536. године поново одлази у Истанбул како би преузео управљање флотом предодређеном за напад на Напуљску краљевину. У јулу 1537. године, искрцао се у Отранту и освојио град и утврђење Кастро, али и град Угенто у Пуљи. У августу наредне године, Барбароса је заједно са Лутфи-пашом предводио огромну османлијску флоту која осваја острва у Егејском и Јонском мору која су била под влашћу Венеције. Поред острва Сирос, Егина, Иос, Парос, Тинос, Карфатос и Наксос, освојио је и Крф, што је довело до оснивања Свете лиге против Османског царства на захтев Венеције. Света лига је основана 1536. године на захтев папе Павла III и њу су сачињавали Свето римско царство, Папска држава, Шпанија, Венеција и Малта. Али, Барбароса је још једном показао своје умеће и генијалност поразивши комбиновану војску Свете лиге предвођене Андреом Дориом у бици код Превеце септембра 1538. Ова победа коју је извојевао Хзр је омогућила Османском царству превласт над Медитераном све до пораза у бици код Лепанта 1571.

### Врхунац Барбаросине моћи и његова смрт
На лето 1539. године, Барбароса наставља своја освајања покоривши Скијатос, Скирос и Серифос, као и град Нови и тврђаву Рисан, док је опсаду око Котора прекинуо након пет дана, због моћних бедема тог града, који су га сачували, као једно од ретких места на Балкану, које се никада није нашло под османлијском контролом. Тако, освојивши и последња хришћанска упоришта у Медитерану, Венеција је морала да потпише споразум са турским султаном Сулејманом I у октобру 1540. године, по коме је поред принудног одрицања од своје острвске територије морала и да плаћа данак у износу од 300 хиљада златних дуката. У септембру 1540. године, цар Карло V је покушавао да убеди Барбаросу да постане његов главнокомандујући нудећи му бројне титуле и иметке по Европи, што је Барбароса одбио. Стога је Карло V уложио и последње напоре како би га победио покушавши да освоји Алжир. За овај поход је посебно ангажовао све угледније војсковође и морепловце међу којима и већ спомињаног Андреу Дорија, али и Хернана Кортеза и решио да он сам поведе битку. Што због грешака Дорие што због лоше среће, његова армија бива тешко поражена. У то време, Османско царство и Француска су били савезници. Зато се Барбароса 1543. године упутио ка Марсељу како би помогао Француској. На располагању је имао преко 210 бродова(70 галија, 40 галиота и 100 других ратних бродова који су превозили 14 000 Турака, а којих је заједно са осталом војском било око 30 000!). На путу до Марсеља, приликом преласка близу Ређо Калабрије, Барбароса је од њеног управника, Дијега Гаетанија, затражио предају града, што је он одбио и отворио ватру на његове бродове и убио му чак 3 морнара. Хзр се толико разгневио да је скоро уништио читав град и сву војску уместо у помоћ Француској искористио за освајање и убијање по Италији. Харао је Кампањом, Лацијом, насељима око Тибра и кренуо на Рим у чему га је зауставила француска војска и од тада се раскида турско-француски савез. Хзр је то драго прихватио и одмах кренуо у походе на Француску. Освојио је Ницу 5. августа 1543. године, поразивши директно француског краља Франсоа I. Касније је опљачкао Кан, Санремо, Лигурију, Монако и Ла Турби. Интересантно је да град Тулон ипак није хтео да опљачка, већ из сопствене користи населио је свих 30 000 војника у њему. То је изазвало велике побуне хришћанског живља, али их је он брутално гушио услед чега је интервенисао француски краљ, који је хришћане позивао на напуштање домова ради сигурности. Колико су Турци преузели контролу над градом говори и податак да је Катедрала свете Марије преиначена у џамију и главна валута која је коришћена била је управо турска. И 1544. године је Барбароса имао доста успеха у својим ратовима, претећи да освоји и читаву Ђенову у замену за Тургут-реиза, члана његове посаде који је био заробљен у једној од битки. И даље је успешно одолевао нападима Француске, Шпаније и Италије. Морао је да на неко време престане са ратовима због склопљеног мира између Сулејмана I и Карла V и врати се у Истанбул. Али то га није спречило да пљачка по Италији, која је и даље била разједињена. Поврх свега, Ђеновљани су му плаћали огромне суме у дукатима како је не би освојио. У овој години посветио се и ослобођењу свих затвореника који су некада били чланови његових посада, али и свог брата (пример Синан-реиз). Сазнавши да је Бартоломео Перети спалио његову родну кућу на Лезбосу 1543. године Хзр је оскрнавио гроб и спалио на ломачи полуиструлело тело већ одавно преминулог Перетија. Након тога наставља са пљачкањем италијанских градова.
Син његовог некадашњег противника, Ђанетино Дорио, је покушао да га заустави, али није успео, већ га само навео да освоји скоро све што се могло освојити. Године 1545, враћа се у Истанбул, а затим и по последњи пут обилази утврђења на Мајорци и Менорку, а затим се вратио у Истанбул, по последњи пут. Умро је након што је саградио своју палату у данашњем делу града Büyükdere на северозападном делу Босфора. Сахрањен је у високом маузолеју – турбеу - у близини Бешикташа. Овај маузолеј је специјално дизајнирао један од тада најугледнијих турских архитекти Мимар Синан. Данас се поред маузолеја налази и музеј подигнут 1944. године. Барбаросу је у Алжиру наследио је син Хасан-паша.

## Барбароса као књижевник
Поред непогрешивог осећаја за вођење поморских окршаја, Барбароса је имао и изванредан дар за писање. Муради Синан-реиз му је помогао да објави своје мемоаре. Они се састоје од пет рукописа обједињених под називом Gazavat-ı Hayreddin Paşa (превод са турског: Сећања Хајредин-паше). Они су и данас доступни јавности и изложени су у Топкапи палати и библиотеци Истанбулског универзитета. Ово дело се може наћи и у турским књижарама код издавача под називом BKY-Babıali Kültür Yayıncılığı у обрађеном издању које носи назив "Kaptan Paşa'nın Seyir Defteri" (Списи капетана Паше). Ово је приредио турски академик, професор Ахмед Шимширгил (турски: Ahmet Şimşirgil).
Маузолеј посвећен Барбароси се налази у истоименом парку у Бешикташу, делу Истанбула при Босфору, у коме је такође и његова статуа. Од овог маузолеја па до пословних четврти Левент и Маслак, пружа се Барбаросин булевар. У знак почасти, приликом сваког војног похода турске флоте, пале се топови управо са овог места.